# Desperate Housewives (6.ª temporada)
A sexta temporada da série "Desperate Housewives", criada por Marc Cherry e transmitida originalmente no canal norte-americano ABC, estreia em 27 de Setembro de 2009 e conclui a sua emissão original em 16 de Maio de 2010. O mistério da temporada gira em torno da família Bolen, os novos residentes da Alameda Wisteria. O lema da temporada é: "Nunca Subestime Uma Dona de Casa"

## Elenco
A actriz Nicollette Sheridan (Edie Britt), que fazia parte do elenco principal da série desde o seu episódio piloto, terá deixado o elenco regular com a estreia da sexta temporada. A actriz Andrea Bowen (Julie Mayer) juntar-se-á de novo ao elenco regular após a sua ausência durante a quinta temporada.
Drea de Matteo juntou-se ao elenco da série para interpretar uma nova dona de casa ítalo-americana que esconde vários segredos que constituirão o principal mistério desta temporada. Juntamente a ela, o actor Jeffrey Nordling interpretará o seu marido, e Beau Mirchoff o seu filho (Danny). Todos os papéis acima mencionados serão regulares.
Entretanto, todo o elenco da temporada regressará com as excepções de Nicollette Sheridan e Neal McDonough (Dave Williams). Maiara Walsh juntar-se-á ao elenco principal no papel de Ana, a sobrinha rebelde e atiradiça de Carlos e Gabrielle Solis, e é de esperar que Madison De La Garza (Juanita Solis), Daniella Baltodano (Celia Solis) e Mason Vale Cotton (MJ Delfino) vejam os seus nomes adicionados aos créditos de estrelas, mas nada foi ainda confirmado em relação aos três jovens.
Correm rumores de que Kathryn Joosten (Karen McCluskey) pode ter direito à sua própria série, mas há já uns bons tempos que não surgem notícias sobre a "spin-off", por isso é mais provável que Kathryn continue a aparecer como convidada regular na sexta temporada da série.
| Ator                    | Personagem         |
| ----------------------- | ------------------ |
| Teri Hatcher            | Susan Mayer        |
| Felicity Huffman        | Lynette Scavo      |
| Marcia Cross            | Bree Hodge         |
| Eva Longoria Parker     | Gabrielle Solis    |
| Dana Delany             | Katherine Mayfair  |
| Drea de Matteo          | Angie Bolen        |
| Ricardo Antonio Chavira | Carlos Solis       |
| Doug Savant             | Tom Scavo          |
| Kyle MacLachlan         | Orson Hodge        |
| Shawn Pyfrom            | Andrew Van De Kamp |
| Brenda Strong           | Mary Alice Young   |
| James Denton            | Mike Delfino       |
| Charlie Carver          | Porter Scavo       |
| Maiara Walsh            | Ana Solís          |
| Max Carver              | Preston Scavo      |
| Joshua Logan Moore      | Parker Scavo       |
| Kendall Applegate       | Penny Scavo        |
| Beau Mirchoff           | Danny Bolen        |
| Kathryn Joosten         | (Karen McCluskey)  |